# Pasado y presente (pinturas)
Pasado y presente es el título que se suele dar a la serie de tres óleos realizados por Augustus Egg en 1858, que están pensados para ser expuestos juntos como un tríptico. Cuando se expusieron por primera vez en la Royal Academy en ese mismo año, las pinturas no tenían título, pero iban acompañadas de una cita ficticia de un diario: «4 de agosto. Acabo de enterarme de que B. murió hace más de quince días, por lo que sus pobres hijas han perdido a sus padres. He oído que la vieron el viernes pasado cerca del Strand, evidentemente sin un lugar donde recostar la cabeza. ¡Qué caída ha sido la suya!».

## Obra
El tríptico representa el descubrimiento y las desastrosas consecuencias del adulterio de una esposa en una familia victoriana de clase media. El artista deja al espectador la decisión de si la mujer debe ser condenada o compadecida. Las pinturas reflejaban los temores de que la moralidad pública y la vida familiar estuvieran en peligro por la reciente Ley de Causas Matrimoniales de 1857, que reformó la ley del divorcio trasladando la jurisdicción de los tribunales eclesiásticos al tribunal civil, lo que convirtió el divorcio en una perspectiva realista para las clases medias.
Las obras, una historia moral visual basada en un solo momento, fueron influenciadas por la pintura de William Holman Hunt de 1853 El despertar de la conciencia. No se sabe con certeza cómo adquirieron el título Pasado y Presente, que no se sabe si fue utilizado por el artista y aparece registrado por primera vez en el catálogo de subastas de las obras de Egg después de su muerte en 1863. Se supone que se deriva de una lectura errónea de las Notas de la Academia de John Ruskin, en las que se comentan las obras sin título debajo de una reseña de una pintura con ese título.
En la exposición original de 1858, el primer cuadro –el descubrimiento en el salón– se colgó flanqueado por los otros dos cuadros, que representan escenas paralelas varios años después, con la pintura central ligeramente elevada por encima de las imágenes que la flanqueaban.
| Pasado y presente |                     |                |
| Nº 3 - Desesperación | Nº 1 - La desgracia | Nº 2 - Oración |
| |                     |                |
| "4 de agosto. Acabo de enterarme de que B. murió hace más de quince días, por lo que sus pobres hijas han perdido a sus dos padres. Tengo entendido que la vieron el viernes pasado cerca del Strand, evidentemente sin dónde recostar la cabeza. ¡Qué caída ha sido la suya!" |                     |                |

Las "Notas de la Academia" de Ruskin (8 de mayo de 1858) describieron las tres obras:
En la pieza central el marido descubre la infidelidad de su mujer; muere cinco años después. Las dos imágenes laterales representan el mismo momento de la noche quince días después de su muerte. La misma pequeña nube está debajo de la luna. Las dos niñas la ven desde la cámara en la que están rezando por su madre perdida, y su madre, desde detrás de una barca bajo una bóveda en la orilla del río.
Cada cuadro mide 63,5 cm por 76,2 cm. Los tres fueron donados a la Tate Gallery en 1918 por Sir Alec y Lady Martin en memoria de su hija Nora, y ahora suelen recibir los títulos bastante prosaicos de Pasado y presente, n.º 1, Pasado y presente, n.º 2 y Pasado y presente, n.º 3, aunque ocasionalmente se titulan Desgracia, Oración y Desesperación. El orden numérico no representa la forma en que fueron exhibidas (la primera escena fue mostrada en el centro), sino más bien un implícito progreso hogarthiano convencional de decadencia social desde la prosperidad de la clase media a través de la pobreza gentil y, finalmente, a la indigencia.

## Pasado y Presente, No. 1
El primer cuadro muestra el salón de una casa victoriana de clase media-alta, con un gran espejo dorado sobre una chimenea y una mesa redonda central. Representa el momento en el que la felicidad doméstica de la familia se rompe, con muchos detalles que reflejan el repentino cambio de circunstancias. En primer plano una mujer yace postrada sobre la alfombra verde ante su marido, caída como si se hubiera desmayado, con las manos entrelazadas y sus pulseras de serpientes de oro que semejan unas esposas, insinuando que ha sido esclava de la pasión. Él permanece sentado, estupefacto, agarrando con fuerza una carta que revela su adulterio y con su pie izquierdo pisando el retrato en miniatura de su amante. Una manzana ha sido cortada en dos pedazos; una mitad permanece cerca del brillante sombrero de copa del marido, sobre la mesa, con el corazón lleno de gusanos atravesado por un pequeño cuchillo; la otra mitad ha caído al suelo junto a la esposa. Las dos hijas del matrimonio están arrodilladas jugando a la izquierda, pero su castillo de naipes – construido sobre una novela de Balzac, posiblemente también un relato de adulterio, puesta en una silla – está cayendo al suelo (Para la niña mayor posó Jane, una de las hijas de William Powell Frith). La pared del fondo de la estancia, decorada con un rico papel tapiz rojo, también tiene dos pequeños retratos, uno a cada lado de la chimenea y el espejo: el retrato redondo de la esposa cuelga a la izquierda, sobre las niñas jugando, pero debajo de un cuadro de la expulsión de Adán y Eva del Jardín del Edén (etiquetada "La Caída"); el cuadrado del marido a la derecha cuelga debajo de una escena de naufragio de Clarkson Stanfield (etiquetada "Abandonado"). El espejo refleja la puerta abierta, por donde pronto saldrá la esposa. La bolsa y el paraguas junto a la puerta pueden subrayar su inminente partida, o podrían haber sido dejados por el esposo al llegar a casa.

## Pasado y Presente, No. 2
El segundo cuadro muestra una escena nocturna, varios años después, en un dormitorio oscuro y escasamente amueblado, poco después de la muerte del desconsolado marido. Las niñas ya son adolescentes: la más pequeña está arrodillada con un camisón blanco, llorando en el regazo de la mayor, que está sentada vestida de luto, mirando por la ventana abierta a los tejados y una luna nublada. Los mismos pequeños retratos del marido y la mujer decoran la pared de la alcoba.

## Pasado y presente, n.º 3
El tercer cuadro también es una escena nocturna. Los detalles de la nube y la luna muestran que se trata de la misma noche representada en la segunda pintura, pero en otra parte de la ciudad. La esposa caída descansa en las sombras debajo de los Arcos Adelphi, junto al río Támesis. Cubre su tronco con una pobre toquilla de la que sobresalen las piernas demacradas de un infante, tal vez el fruto de su romance, dormido o muerto. Los carteles en la pared anuncian dos obras de teatro contemporáneas, Víctimas de Tom Taylor y La cura del amor de Tom Parry, ambas historias de matrimonios infelices, y también "Excursiones de placer a París", tal vez una referencia a la novela de Balzac en la primera imagen. Levanta melancólica la vista desde su lugar en el muelle fluvial hacia la luna y las estrellas.
Un destino acuático similar para las mujeres caídas fue representado en Encontrada de Rossetti, Encontrada ahogada de George Frederick Watts y ¡Ahogada! ¡Ahogada! de Abraham Solomon, todos inspirados en el poema de Thomas Hood de 1844, " El Puente de los Suspiros".